# فرودگاه منطقه‌ای شمال‌شرقی فلوریدا
فرودگاه منطقه‌ای شمال‌شرقی فلوریدا (به انگلیسی: Northeast Florida Regional Airport) یک فرودگاه همگانی بهره‌برداری هوایی با کد یاتا UST است که یک باند فرود آسفالت دارد و طول باند آن ۷۹۷ متر است. این فرودگاه در شهر سنت آگوستین، فلوریدا کشور ایالات متحده آمریکا قرار دارد و در ارتفاع ۳ متری از سطح دریا واقع شده است.

## شرکت‌های هواپیمایی و مقصدهای پروازی
| شرکت‌های هواپیمایی  | مقصدهای پروازی                                                                                            |
| ------------------ | --- |
| ایر ایندیا         | ایندیرا گاندی                                                                                             |
| ایر ایندیا رجیونال | ایندیرا گاندی (آغاز از 29th October 2017), باونگر (آغاز از 29th October 2017), چاتراپاتی شیواجی           |
| اسپایس‌جت           | ایندیرا گاندی، دابولیم، راجیو گاندی، جایپور، نتاجی سبهاش چندر بوس، چاتراپاتی شیواجی، لوک نایاک جایاپراکاش |
| Ventura AirConnect | سردار ولابهبهی پتل، Amreli، باونگر، راجکوت,                                                               |
| Zoom Air           | پون (آغاز از ۲۹ اکتبر ۲۰۱۷)                                                                               |